# Arnaud Binard
Arnaud Binard (ur. 18 stycznia 1971 w Bordeaux) – francuski aktor.

## Życiorys
Studiował dramat pod kierunkiem Jeana Darnela w Paryżu. W 1995 debiutował na scenie. Zagrał w serialu Saint-Tropez (Sous le soleil, 1997–1998). Za rolę doktora Antoine Mosera w filmie telewizyjnym TF1 Śmierć preferencji (Mortes de préférence, 2002) otrzymał nagrodę na festiwalu w Saint-Tropez. Wystąpił także w przedstawieniu Zielona myszka (Une souris Verte) w teatrze Tristana Bernarda w Paryżu.

## Wybrana filmografia

### Filmy
- 2008: À l’aventure jako Greg
- 2006: Le Ciel sur la tête jako Jérémy
- 2004: Szkoła średnia (L'Grande école) jako autokar water-polo
- 2001: Leïla jako Nils
- 1999: Superlove jako Stéphane
- 1998: Kidnaperzy (Les Kidnappeurs) jako Rufus

### Seriale
- 2007: Mystère jako Xavier Mayer
- 2005: Ostatni bej Bałkanów Le Dernier seigneur des Balkans jako Zulfikar Bey
- 2002: Sprawiedliwość jest kobietą (Le Juge est une femme) jako Romance
- 2002: Duelles jako Thomas Verdi
- 1998: Saint-Tropez (Sous le soleil) jako Manu
- 1995: Cud miłości
- 2009: Józefinka (Joséphine, ange gardien) jako Hadrien
- 2020: Współczesna rodzina (Modern Family) jako chłopak
- 2021–2024: Emily w Paryżu (Emily in Paris) jako Laurent Grateau